# Давньогрецький театр

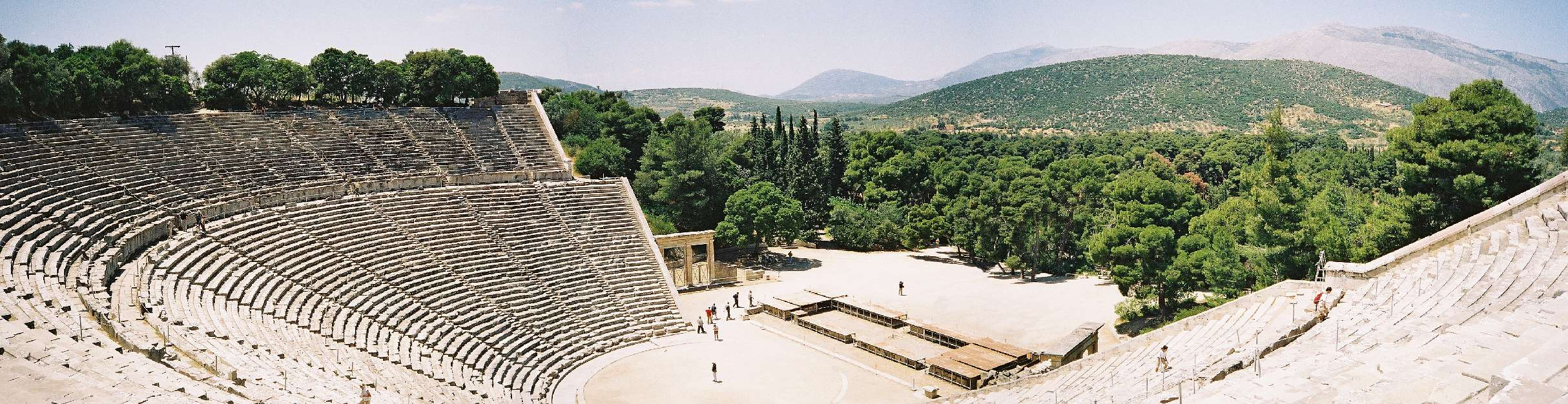
Театр в Епідаврі, Поліклет Молодший, 4 століття до н. е.

Історія давньогрецького театру — охоплює майже тисячоліття (VI ст. до н. е. — V—VI ст. н. е.). Він виник із сільських святкувань на честь бога Діоніса — Діонісій. На цих святах виконувалися дифірамби і фалічні пісні, що містили елементи діалогу та театральної дії. Подальший розвиток дифірамба пов'язується з ім'ям поета Феспіса (друга половина 6 століття до н. е.), якому приписується введення першого актора. З хору, що становив аж до епохи еллінізму необхідну приналежність драми, у другій половині 6 століття виділився особливий виконавець — актор, яким був сам драматург.
Театральна культура Стародавньої Греції справила величезний вплив на розвиток світового театрального мистецтва. Широко використовували грецьку театральну спадщину римляни (особливо на ранніх етапах розвитку), діячі епохи Відродження і Просвітництва. Демократичні традиції театрального мистецтва античної Греції зберегли значення і для наступних епох. Постановка значних суспільно-політичних, філософських і етичних питань, насиченість драматургічних творів ідеями патріотизму, увага до людини, глибина героїчних характерів, що пробуджує свідомість глядачів, складають унікальність давньогрецького театру.

## Історія

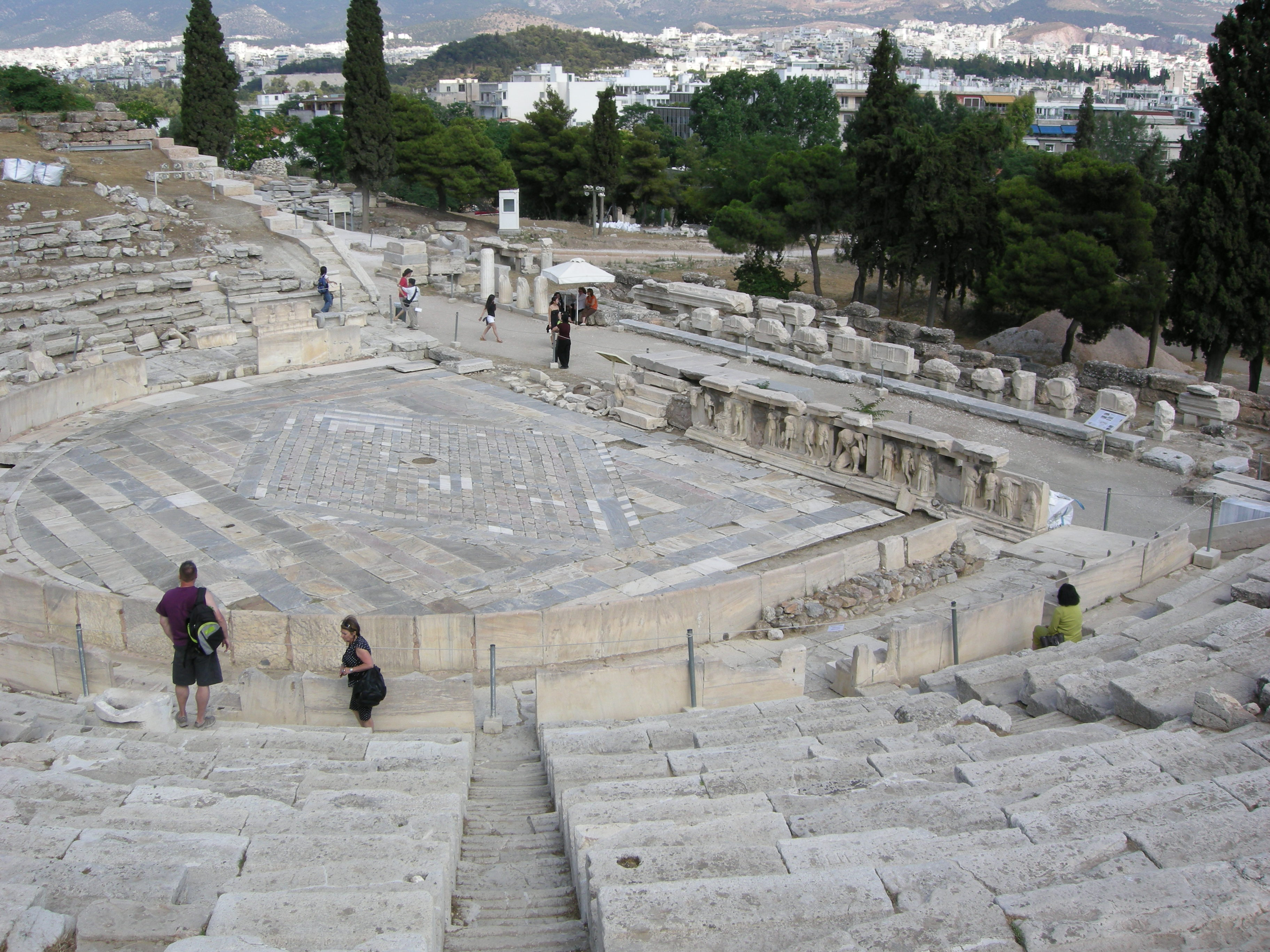
Перший грецький театр — Театр Діоніса в Афінах

### Архаїчний період
Значення театру особливо зросло в період розквіту полісної демократії. Творчість великих драматургів Есхіла, Софокла, Евріпіда, Аристофана, відобразила найважливіші сторони суспільного, політичного і духовного життя стародавніх греків і створила театр досконалої художньої форми. Загальнонародний характер давньогрецького театру визначив особливості організації театральних вистав та облаштування будівлі.
Організацію вистав брала на себе держава в особі посадових осіб — архонтів. Витрати на утримання та навчання хору несли як почесний громадський обов'язок багаті громадяни, які одержували назву хорегів. Вистави давалися на святах на честь Діоніса [Малих, або Сільських, Діонісіях (у грудні — січні за григоріанським календарем); Ленеях (у січні — лютому); Великих, або Міських Діонісіях (у березні — квітні) і мали характер змагання. Кожен з трьох конкуруючих драматургів виступав з тетралогією, що складалася з трьох трагедій і однієї сатиричної драми.
У давньогрецькому театрі жіночі ролі виконувалися чоловіками. Один і той же актор грав кілька ролей, від нього вимагалося вміння не тільки добре читати вірші і п'єси, але також співати і танцювати. Грецькі актори надягали на обличчя маски, що змінювались у різних ролях і навіть під час виконання однієї ролі. Щоб збільшити зріст, актори трагедії носили котурни — особливе взуття на високій підошві.
Давньогрецький театр складався з 3 основних частин: орхестри, скени і театрону. Найдавнішою театральною будівлею у Греції є Театр Діоніса в Афінах кінця 6 століття до н. е.

### Класичний період
У період ствердження афінської демократії протікала творча діяльність драматурга Есхіла, автора героїко-патріотичних трагедій, які підносять великі історичні і релігійно-філософські проблеми, — «Перси», «Семеро проти Фів», «Прометей закутий», трилогія «Орестея». Есхіл ввів другого актора, відкривши цим можливість більш глибокої розробки трагедійного конфлікту і посилення дієвої сторони театральної вистави. За Есхіла визначилася класична форма будови трагедії і порядок її подання.
Потужний політичний і культурний підйом афінської держави в другій половині 5 століття до н. е. обумовив новий період у розвитку театрального мистецтва та драматургії. У трагедії Софокла «Антігона», «Цар Едіп», «Електра» та інших виражені громадянські і моральні ідеали античної демократії епохи розквіту. Високий гуманістичний зміст трагедій Софокла, інтерес до вивільнення людської особистості з полісних зв'язків визначили драматизацію театральних вистав — поява третього актора, зменшення ролі хору, збільшення діалогічних частин трагедії. Із Софоклом пов'язується також введення декораційного оформлення.
В трагедіях Евріпіда «Андромаха», «Гекуба», «Геракл», «Іполит», «Медея», «Іфігенія в Тавриді», «Фінікіянкі», «Троянки» зображуються лиха, породжені війною, критикуються старі релігійні уявлення, тиранія, посилюється увага до внутрішнього світу людини, передачі душевних переживань героїв. Стародавня аттична комедія досягла художнього розквіту у творчості Арістофана. У сатиричних комедіях «Вершники», «Світ», «Лісістрата», «Оси», «Птахи», Хмари та інших він піддавав різкій критиці призвідників війни, хитрих і жадібних демагогів, що використовують в низинних цілях довіру народу, лицемірних вождів багатої верхівки. Крім трагедій та комедій, ставилися також сатиричні драми;— веселі п'єси, в яких хор складався із супутників Діоніса — сатирів.

### Доба еллінізму
В епоху еллінізму театральне мистецтво стало першим з провідників грецької культури на Сході. Нова антична комедія, першими представниками якої були Філемон, Діфіл, найбільшим відоми був Менандр, відтворювала сучасне життя тільки в плані сімейно-побутових відносин і особистих переживань людини. Побутові тенденції нової комедії вимагали відповідної зміни стилю гри акторів: збільшилося число уживаних масок для більшої індивідуалізації традиційних характерів комедії. В епоху еллінізму вперше з'явилися актори-професіонали, а також акторські товариства, членами яких були тільки чоловіки і причому вільнонароджені. Серед театрів епохи еллінізму відомі театри в Епідаврі, Мегалополі (Пелопоннес), Прієні, Ефесі (Мала Азія), Оропа (північний схід Аттики). Постановка нової комедії, в якій хор був вже відсутній, здійснювалася не на орхестрі, а на сценічному майданчику, що називався логейоном.
З 5 століття до н. е. в Греції існували вистави, під час яких розігрувалися невеличкі сценки (найчастіше — імпровізація) побутового та пародійно-сатиричного характеру — міми. Розвиток міма у всіх його видах сприяв посиленню реалістичних тенденцій в античному театрі. Серед виконавців міма були і жінки; актори грали без масок. Широке поширення в епоху еллінізму отримала також пантоміма — мімічний танець, зазвичай на міфологійний сюжет. Як правило, актор пантоміми виступав один. Жіночі ролі виконувались переважно чоловіками. У Південній Італії і Сицилії в 4-3 століттях до н. е. виконувалися фліаки — невеликі комедійні сценки, які відрізнялися від міма обов'язковим використанням маски. Фліаки здебільшого пародіювали трагедії, але брали і теми з повсякденного життя.

## Архітектура давньогрецького театру
Більшість давньогрецьких міст лежали на пагорбах або поблизу них, тому місця для сидіння зазвичай вбудовували на схилі пагорба, утворюючи природну оглядову зону, відому як театрон (буквально «місце для огляду»). У містах без відповідних пагорбів схили землі нагромаджували. Біля підніжжя пагорба був сплощений і , як правило, круглий простір для виступів із середнім діаметром 78 футів (24 м), відомий як орхестра (буквально «місце для танців»), де зазвичай звучав хор, в якому виступало від 12 до 15 чоловік, ставили віршовані п’єси під музичний супровід. Часто були високі арочні входи, які називалися пародої або ейсодої, через які актори та хористи входили та виходили з орхестри. У деяких театрах позаду був фон або сценічна стіна, відома як скена.

Згодом термін «театр» став означати разом і театрон, і орхестру та скене.

Схема давньогрецького театру

Внаслідок двоякого призначення давньогрецького театру він за виглядом і конструкцією багато в чому був не схожий із подібними спорудами нашого часу. Первісне призначення театру пояснює надзвичайно велику кількість їх як у самій Греції, так і в її колоніях. Більшість грецьких міст мали великі театри, хоча про драматичні вистави у них не згадується.
Перші сидіння в грецьких театрах (крім сидінь на землі) були дерев’яними, але приблизно в 499 р. до н. е. практика інкрустації кам’яних блоків на схилі пагорба для створення постійного, міцного сидіння стала більш поширеною. Вони називалися проедрії і призначалися для священиків та найповажніших громадян. А діазома (напівкруглий прохід між рядами в античному театрі) розділяла верхню і нижню зони сидіння. 
Власне у Греції перший кам'яний Театр був побудований в Афінах — Театр Діоніса, він став зразком для усіх наступних театрів як стосовно побудови взагалі, так і розташування окремих частин. Театр Діоніса був зведений на південно-східному схилі Афінського акрополя, у лінейському окрузі, де стояв також храм Діоніса. Спорудження кам'яного театру розпочалось після того, як обвалились дерев'яні підмостки та місця, якими доти користувалася публіка. Добудований він за архонта Лікурга. Невідомо, який архітектор складав план театру Діоніса і керував його будівництвом. Руїни театру були знайдені в 1862 році під час розкопок.
В архітектурному відношенні будівля типового грецького театру складалася з трьох головних частин:
- місця для глядачів, власне θέατρον — театрон;
- стіна сценічної будівлі — скена;
- майданчик, півкруглий у плані, де хор не виступав, на якому знаходилися місця для почесних глядачів — коністра (грец. κόνιστρα) або орхестра (грец. ὀρχήστρα).

#### Орхестра
Орхестра була круглим майданчиком у нижній частині театру, де виступав хор і актори. Грецький театр, який спочатку не був піднятим, пізніше включав піднесену сцену для зручності перегляду. Ця практика стала загальною після появи «Нової комедії», що включала драматичне зображення індивідуальних персонажів. Корифей був головним учасником хору, який міг увійти в дійство на сцені як персонаж, здатний взаємодіяти з іншими персонажами п’єси.

#### Акустика
Театри будувались значних розмірів, щоб вмістити велику кількість людей на сцені та на місцях для глядачів — до чотирнадцяти тисяч. Фізика та математика зіграли значну роль у будівництві цих театрів, оскільки їх проектувальники повинні були створити в них таку акустику, щоб голоси акторів було чути по всьому театру, включаючи самий верхній ряд крісел. Грецьке розуміння акустики є дуже вигідним порівняно з сучасним її рівнем.

За Вітрувієм, на місці, призначеному для будівництва, описували коло таких розмірів, які повинні були займати найнижчі місця для глядачів. У це коло вписували чотирикутник таким чином: сторона чотирикутника, що знаходиться на місці, призначеному для сцени, позначала найближчий звернений до глядачів край сцени. Паралельно з цією стороною дотично до кола проводилася лінія, що позначала задню стіну сцени, яка, займаючи таким чином вузький сегмент кола, отримувала незначну глибину. Інша площа кола представляла орхестру,  яку оточували місця для глядачів, що утворюють концентричні кола, що піднімаються одне за одним. 
Передня частина скени — проскеній — будувалася зазвичай у вигляді колонади і уособлювала фасад храму чи палацу. З боків до неї прилягали дві споруди — параскенії — що служили місцем для зберігання декорацій та іншого театрального майна. 
Таке планування театру забезпечувала гарну чутність, для посилення якої у деяких театрах між глядацькими місцями розташовувалися резонуючі посудини.
Знахідки руїн давньогрецьких театрів свідчать, що місце для їх спорудження є найвигіднішим для влаштування місць для глядачів. Звичайно вибиралися схили пагорбів, де сидіння часто можна було висікати зі скелі. Кількість місць була різною, залежно від потреби і чисельності населення. Афінський театр Діоніса міг вмістити до 30000 глядачів, а меапольський театр вміщував до 44000[джерело?] глядачів.

## Сценічне устаткування у давньогрецькому театрі

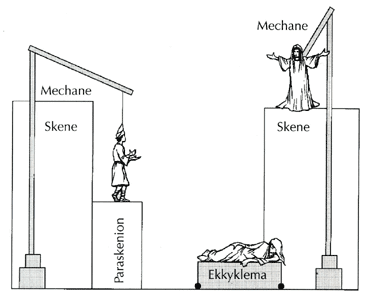
Ілюстрація сценічного устаткування: еккіклема, еорема (механе), скена та параскеній.

У давньогрецькому театрі використовувалися декорації: пінаки та періакти. Також використовували ряд спеціальних механічних пристроїв:
- Еккіклема — платформа на низьких колесах. Під час вистави її могли викочувати крізь центральні двері у скені, на якій зазвичай зображали фасад палацу або дому. На еккіклемі публіці показували, що відбувається всередині приміщення. На еккіклемі також часто вивозили щойно померлих персонажів.

- Еорема (пізніше стала називатися механе) — підйомник, який використовували для того, щоб піднімати декорації або акторів у повітря. Таким чином зображали політ героїв та спуск богів з неба. Останнє породило сталий вираз латинською мовою — deus ex machina — «бог із машини».
- Тиромата — складні картинки, вбудовані в сцену другого рівня (3-й рівень від землі).

У давньогрецькому театрі не було завіси та обладнання для освітлення.

## Маски у давньогрецькому театрі

### Маски

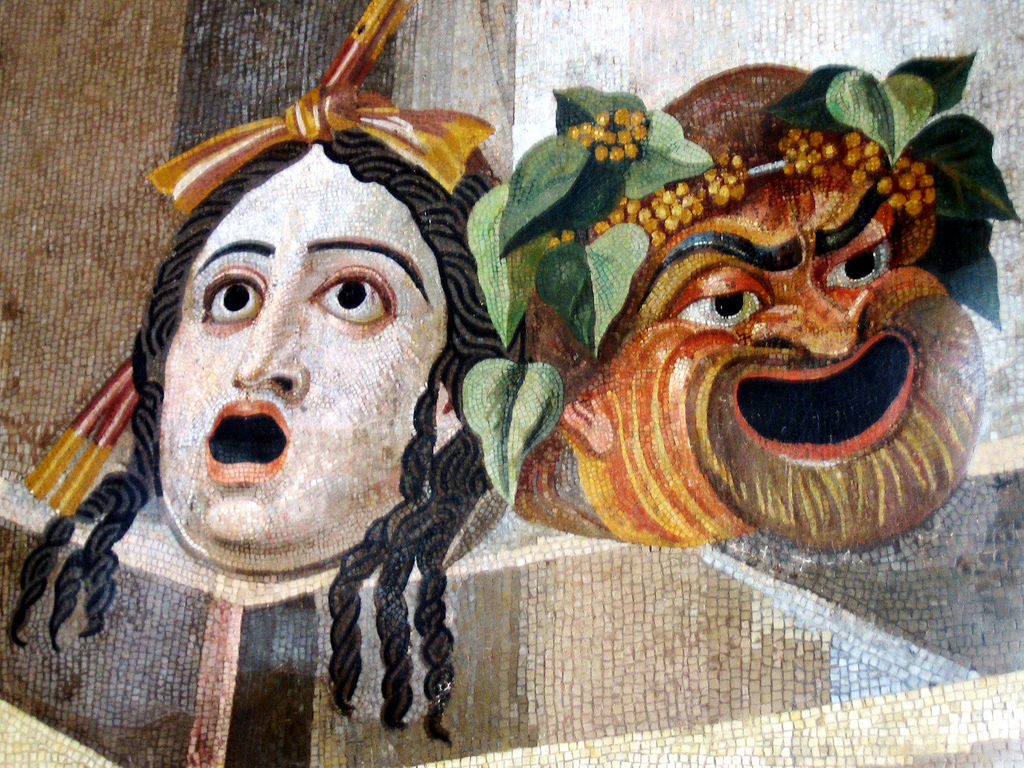
Трагічна маска на мозаїці в Адріановій віллі

Давньогрецький термін для позначення маски — prosopon (букв. «обличчя»). Маска була важливим елементом поклоніння Діонісу в Афінах та, ймовірно, використовувалася в церемоніальних обрядах і святах. Багато масок служили для поклоніння вищій силі, богам. Це робить маски також дуже важливими для релігії. Більшість свідчень походить лише від кількох розписів на вазах V ст. до н. е.; один з них показує маску бога, підвішену до дерева з прикрашеним одягом, що висить під нею та танцює; інший - на Вазі Прономоса - зображує акторів, які готуються до сатирової драми. До наших часів не залишилося жодних фізичних залишків, оскільки маски виготовлялися з органічних матеріалів і не були розраховані на тривале використання, а після вистав їх покладали як вдячну жертву на вівтар Діоніса. Незважаючи на це, відомо, що маски використовували ще з часів Есхіла і були одним із найхарактерніших елементів давньогрецького театру.
Маски виготовляли і для учасників хору, які  відігравали певну роль у дії та коментували події, в яких вони брали участь. Хоча в трагічному хорі було дванадцять або п’ятнадцять учасників, усі вони носили однакові маски, тому що вважалися символами одного персонажа.

### Деталі масок

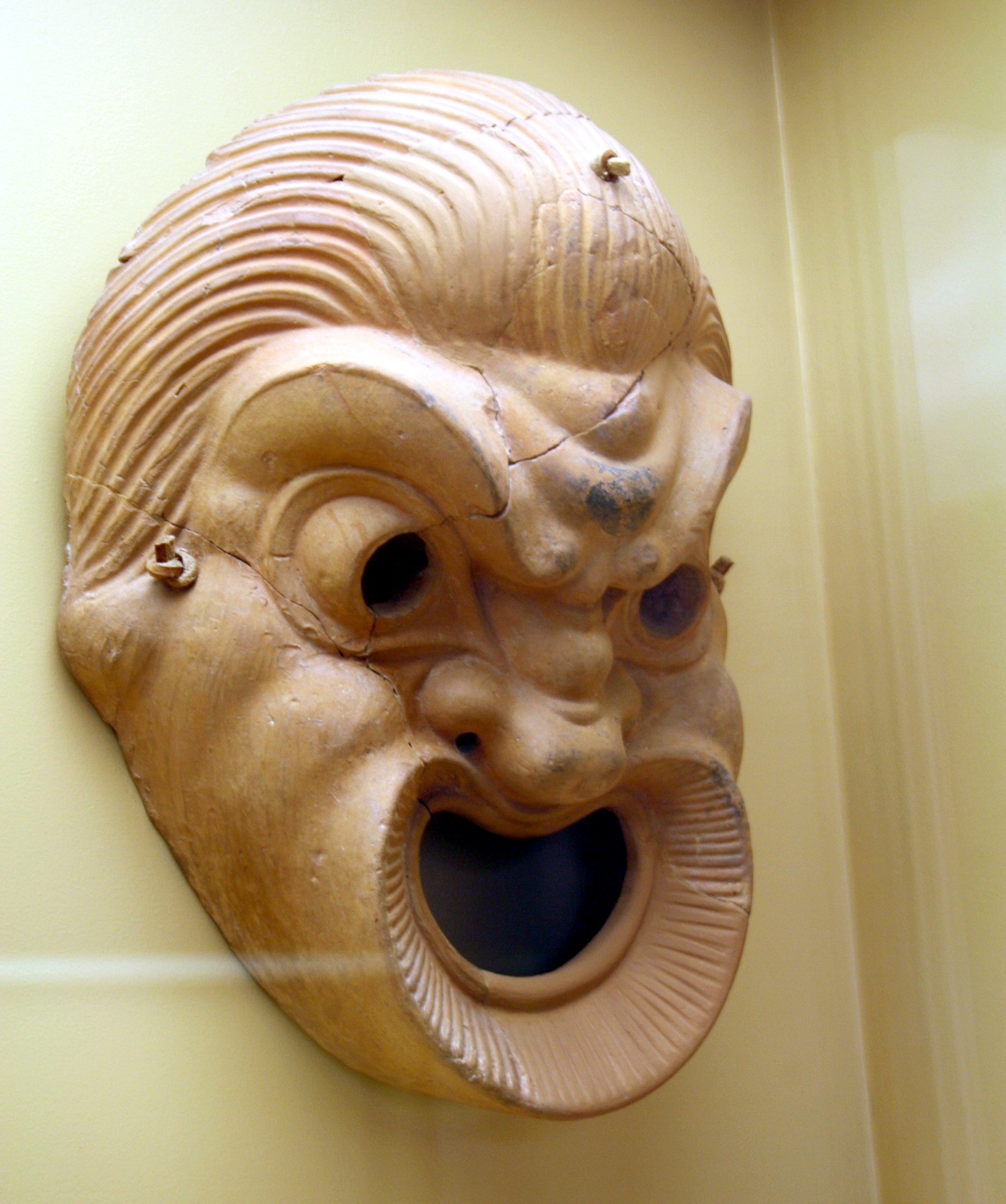
Маска IV-III ст. до н.е., Стоя Аттала

На ілюстраціях театральних масок V ст. до н. е. зображені шоломоподібні маски, що закривали все обличчя та голову, з отворами для очей і невеликим отвором для рота, а також влаштованою перукою. Ці картини не показують справжніх масок, що були на акторах; найчастіше показано, як їх тримають актори до або після вистави. Це демонструє спосіб, у який маска мала «розтанути» на обличчі й дозволити акторові увійти у роль. По суті, маска "перетворювала" актора так само, як і запам'ятовування тексту. Тому давньогрецька вистава не відрізняла актора в масці від театрального персонажа.
Тих, хто створював маски називали skeuopoios (грец. σκευόποιος) або «виробником реквізиту», таким чином припускаючи, що їхня роль охоплювала численні обов’язки та завдання. Маски, швидше за все, були виготовлені з легких органічних матеріалів, таких як жорсткий льон, шкіра, дерево або пробка, а перука складалася з людського або тваринного волосся. Через візуальні обмеження, накладені цими масками, було вкрай важливо, щоб актори чули для орієнтації в просторі та балансування. Таким чином, вважається, що вуха були покриті значною кількістю волосся, а не сама шолом-маска. Ротовий отвір був відносно маленьким, тому його не було видно під час виступів. Вервен і Уайлс стверджують, що через такий малий розмір не можна припускати, що маска функціонувала як мегафон, як це було спочатку представлено в 1960-х роках. Грецький майстер масок Танос Воволіс припускає, що маска служила резонатором для голови, таким чином покращуючи голосову акустику та змінюючи її якість. Це призводило до збільшення енергії та покращення входження у роль, дозволяючи актору краще перевтілитися у персонажа.

### Функції масок

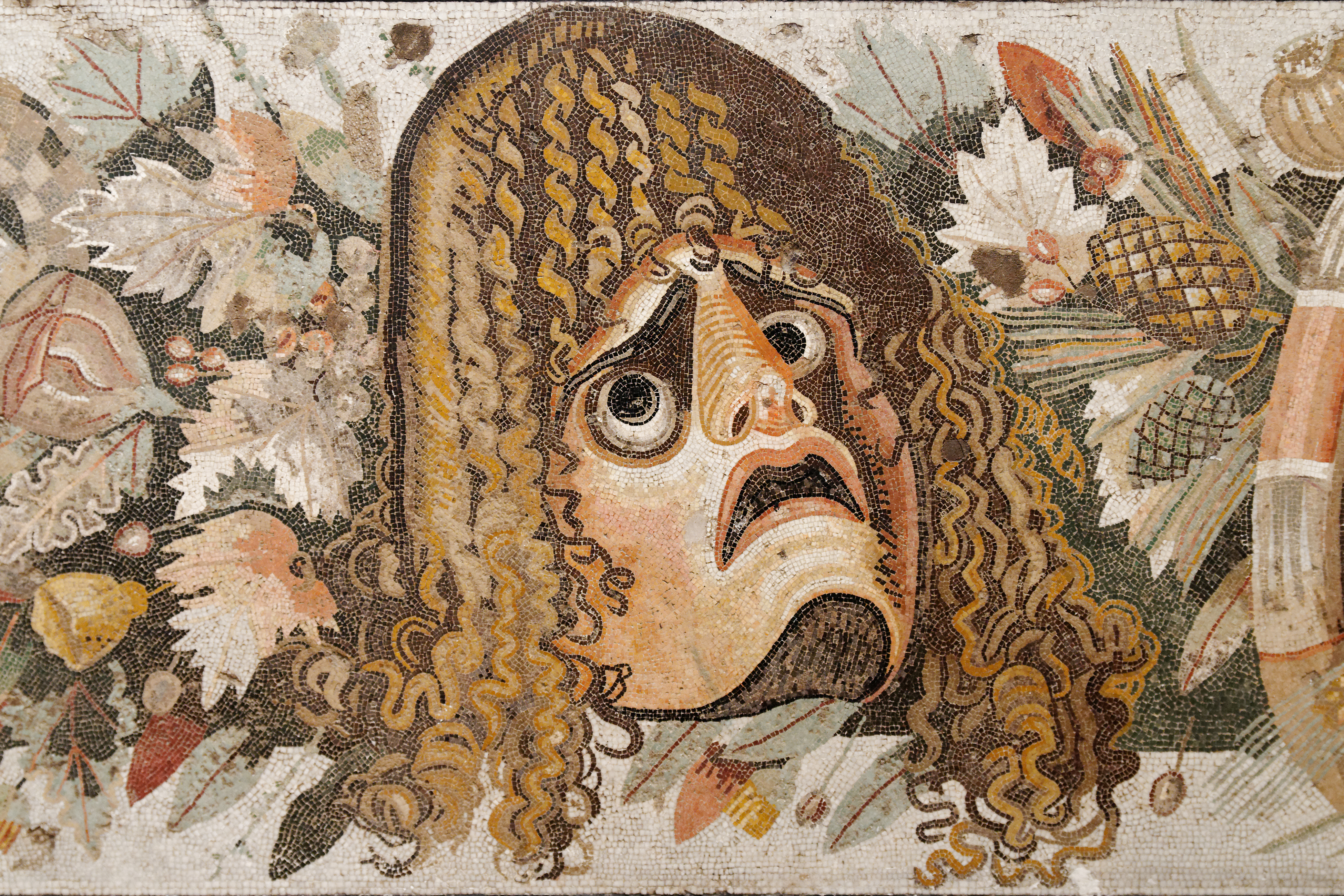
Деталь мозаїки у Домі Фавна

У великому театрі під відкритим небом, як-от театр Діоніса в Афінах, класичні маски могли викликати у глядачів відчуття жаху, створюючи масштабну паніку, особливо тому, що вони мали сильно емоційно перебільшені риси обличчя та вирази. Вони дозволяли актору з’являтися кожного разу в нових ролях, таким чином не даючи глядачам ідентифікувати актора з одним конкретним персонажем. Їх варіації допомагають глядачам розрізнити стать, вік і соціальний статус, а також розкривають зміну зовнішнього вигляду певного персонажа, наприклад, Едіпа після того, як він осліпив себе. Унікальні маски також створювалися для конкретних персонажів і подій у п’єсі, як-от Фурії в «Евменіді» Есхіла та Пентея і Кадма у «Вакханках» Еврипіда. Маски носили усі виконавці хору, що створювало відчуття єдності та одноманітності, представляючи багатоголосу особу чи єдиний організм і водночас заохочувало взаємозалежність і підвищену чутливість між кожним окремим членом групи. На сцену одночасно допускалося лише 2–3 актори, а маски дозволяли швидко переходити від одного героя до іншого. Акторами були тільки чоловіки, але маски дозволяли їм грати жіночі образи.

### Інші деталі костюмів

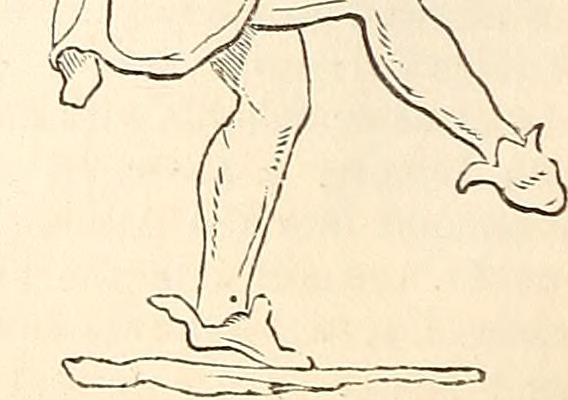
Сокки

Актори, які виконували трагічні ролі в п'єсах, носили чоботи під назвою бускіни, щоб бути вищими за інших акторів. Актори комедійних ролей носили лише мешти на тонкій підошві, які називалися сокки (soccus). З цієї причини театральне мистецтво іноді називають «сокки й бускіни».
Актори-чоловіки, які грали жіночі ролі, носили дерев’яну конструкцію на погрудді (грец. posterneda), щоб імітувати вигляд грудей, та іншу конструкцію на животі (грец. progastreda), щоб зробитися більш жіночними. Вони також носили білі панчохи під костюмами, щоб їхня шкіра здавалася світлішою. 
Більшість деталей костюмів походить від гончарних розписів того часу, оскільки костюми та маски виготовлялися з одноразового матеріалу, тому жодних залишків костюмів того часу практично немає. Найбільшим джерелом інформації є Ваза Прономоса, де зображені актори на вечірці після шоу. 
Вдягання костюмів передавало відчуття характеру, стать, вік, соціальний статус і клас. Наприклад, персонажі вищого класу були б одягнені в кращий одяг, хоча всі були одягнені досить красиво. Всупереч поширеній думці, вони не одягалися лише в лахміття та сандалі, як хотіли справити враження. Деякі приклади грецьких театральних костюмів включають довгі мантії під назвою хітон, які доходили до підлоги для акторів, які грали богів, героїв і старих. Актори, які грали богинь і жінок, які мали велику владу, носили пурпур і золото. Актори, які грали королев і принцес, носили довгі плащі, які тяглися по землі та були прикрашені золотими зірками та іншими коштовностями, а воїни були одягнені в різноманітні обладунки та носили шоломи, прикрашені пір'ям. Костюми мали бути барвистими та зрозумілими, щоб їх було легко побачити з кожного місця в аудиторії.